# Dernière Volonté
Dernière Volonté, pseudonimo di Geoffroy Delacroix (...), è un cantautore e musicista francese di area post-industriale e darkwave.

## Biografia

### Dernière Volonté
Nel suo primo periodo, Dernière Volonté pubblicò una serie di album di musica post-industriale di ispirazione neofolk. È il caso di Obeir Et Mourir pubblicato inizialmente, in perfetto stile tape network post-industriale, solo su cassetta dalla La Nouvelle Alliance nel 1998. Con il primo album dal titolo Le Feu Sacré, uscito su marchio Hau Ruck! di proprietà di Albin Julius, il suo sound virò poi verso tonalità più espressamente dark ambient e martial industrial, dando un valore particolare all'atmosfera, alle ritmiche militari ed ai campioni di tipo storico, ai quali sommava una voce piuttosto enfatica e melodica.
Importante nel suo percorso fu Les Blessures de l'Ombre (Hau Ruck!, 2003) che segnò un nuovo cambio di sonorità, che applicava uno stile marziale a melodie vocali di stampo decisamente pop. La sua evoluzione si diresse poi sempre più verso sonorità Synth-pop, che risentiranno anche dell'influenza del suo nuovo progetto parallelo Position Parallèle del 2008.
Tra le sue collaborazioni vi sono Der Blutharsch, Nový Svět e Die Krupps

### Side project: Position Parallèle
Nel 2008 Geoffroy D inaugura un progetto parallelo di stampo marcatamente elettronico chiamato Position Parallèle. Con questo nome realizzò una serie di album tra EBM e minimal wave.

## Discografia

### Album
- 1998 - Obéir et mourir
- 2000 - Le Feu sacré
- 2003 - Les Blessures de l'ombre
- 2006 - Devant le miroir
- 2010 - Immortel
- 2012 - Mon meilleur ennemi
- 2016 - Prie pour moi

### Singoli ed EP
- 1999 - En avant!
- 2000 -Commandements
- 2001 - Où tu iras
- 2002 - El Continent! / Mon mercenaire !
- 2004 - Commémoration'
- 2005 - Obéir et mourir'
- 2006 - Der Blutharsch/Dernière Volonté (Split)
- 2007 - Le Cheval de Troie (Live in Den Haag)
- 2007 - Toujours
- 2008 - La nuit revient
- 2012 - Ne te retourne pas